# Ptinus fur
Ptinus fur là một loài bọ cánh cứng trong chi Ptinus thuộc họ Ptinidae.

## Hình ảnh

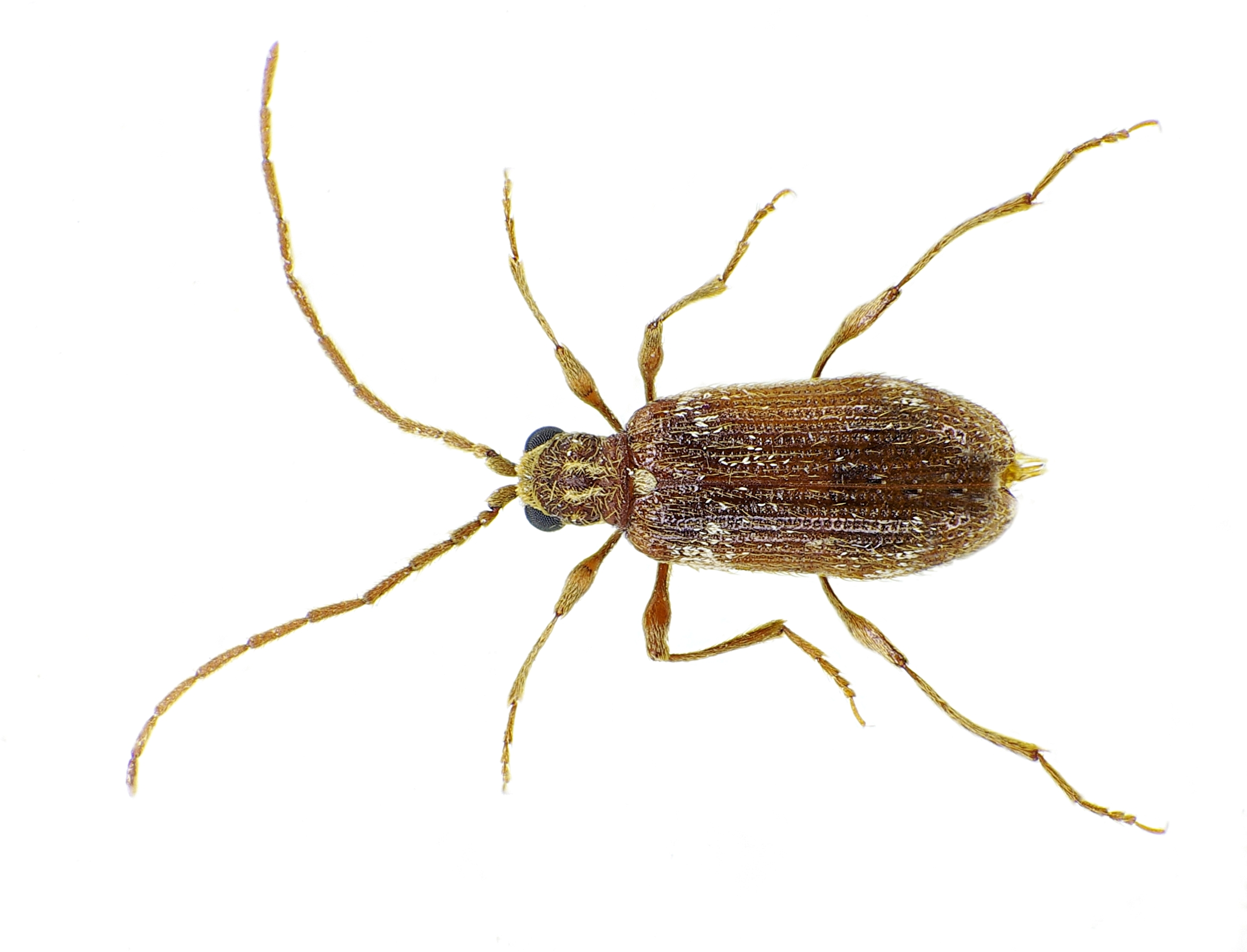
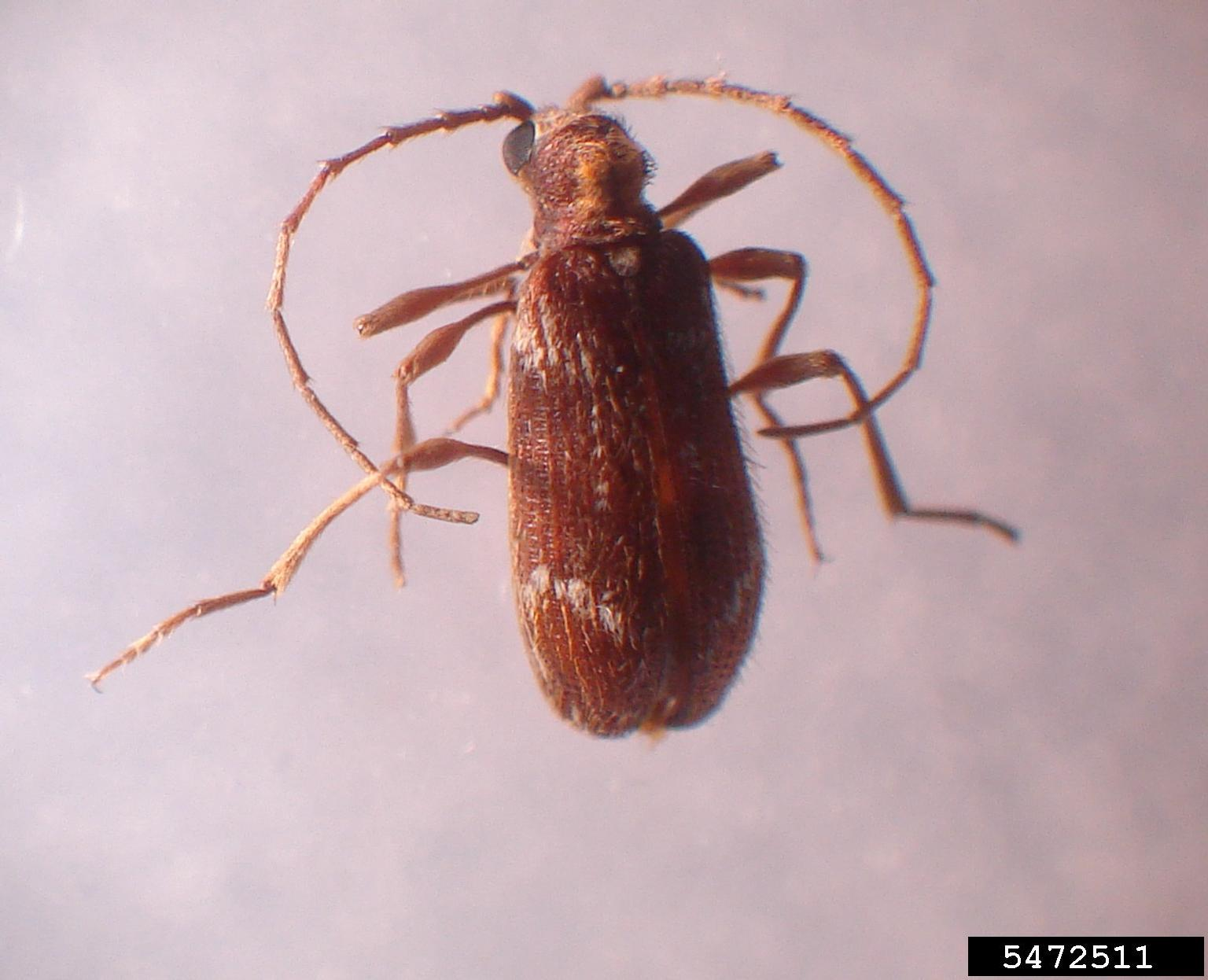
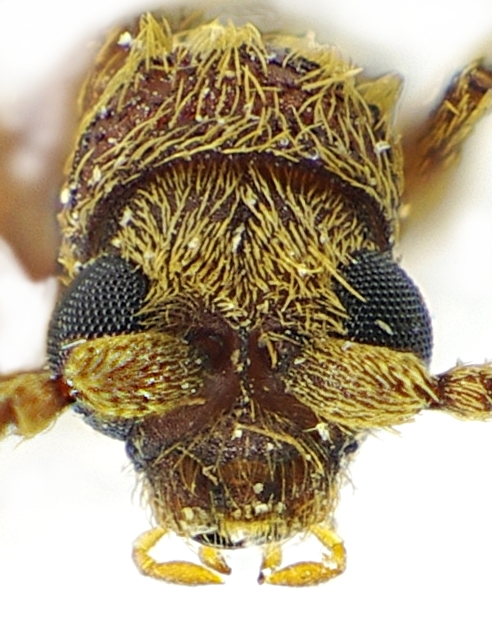
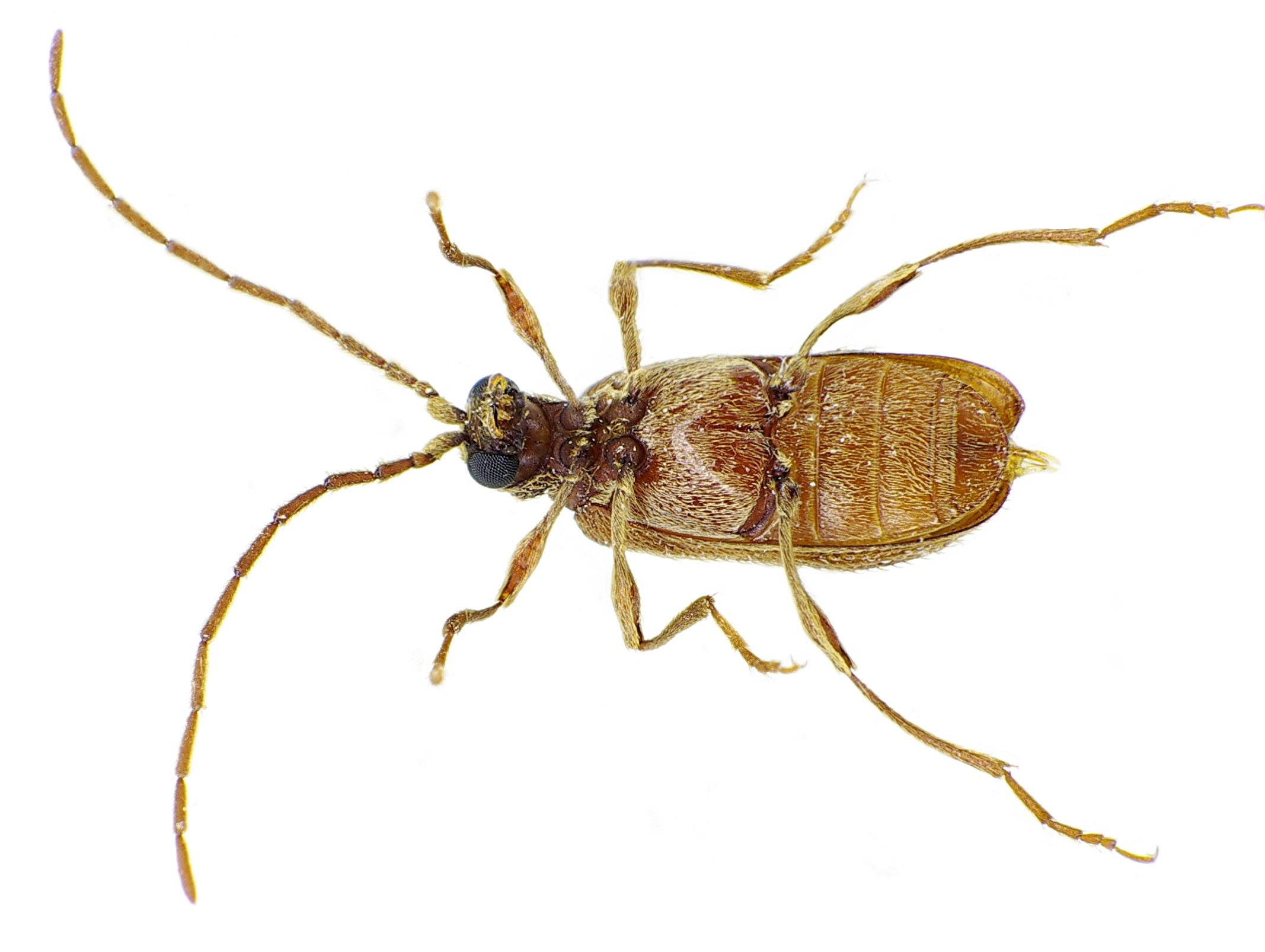